# Bebron
Bebron (en francès Vebron) és un municipi del departament francès del Losera a la regió d'Occitània.